# Dežanovac
 Dežanovac  è un comune della Croazia di 3 355 abitanti della regione di Bjelovar e della Bilogora.
È costituito dalle località di Blagorodovac, Dežanovac, Donji Sređani, Drlež, Golubinjak, Gornji Sređani, Goveđe Polje, Ivanovo Polje, Kaštel Dežanovački, Kreštelovac, Sokolovac e Trojeglava.